# Marine City
Marine City – miasto w Stanach Zjednoczonych, w stanie Michigan, w hrabstwie St. Clair.